# Discovery Channel Pro Cycling Team

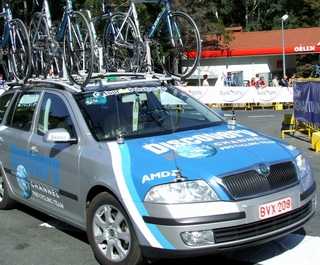
En av Discovery Channels servicebilar

Discovery Channel Pro Cycling Team (fram till 2004 känt som US Postal Service Pro Cycling Team) var ett amerikanskt stall i cykelsporten som tillhör UCI ProTour. Stallet startade 1996 som US Postal, men sponsorn slutade under 2004. I stället valde TV-bolaget Discovery Channel att sponsra stallet.
Den mest kände cyklisten i laget var den sedermera dopingdömde Lance Armstrong. 
Den sista seger laget tog i Touren var 2007 då genom den spanske cyklisten Alberto Contador.
Stallet berättade den 10 augusti 2007 att stallet skulle läggas ned vid årsskiftet. Anledningen var att stallet inte hade hittat någon ny sponsor efter Discovery Channel. Ett flertal cyklister från Discovery Channel Pro Cycling Team följde med sportdirektören Johan Bruyneel till Astana Team.

## Discovery Channel Pro Cycling Team 2007

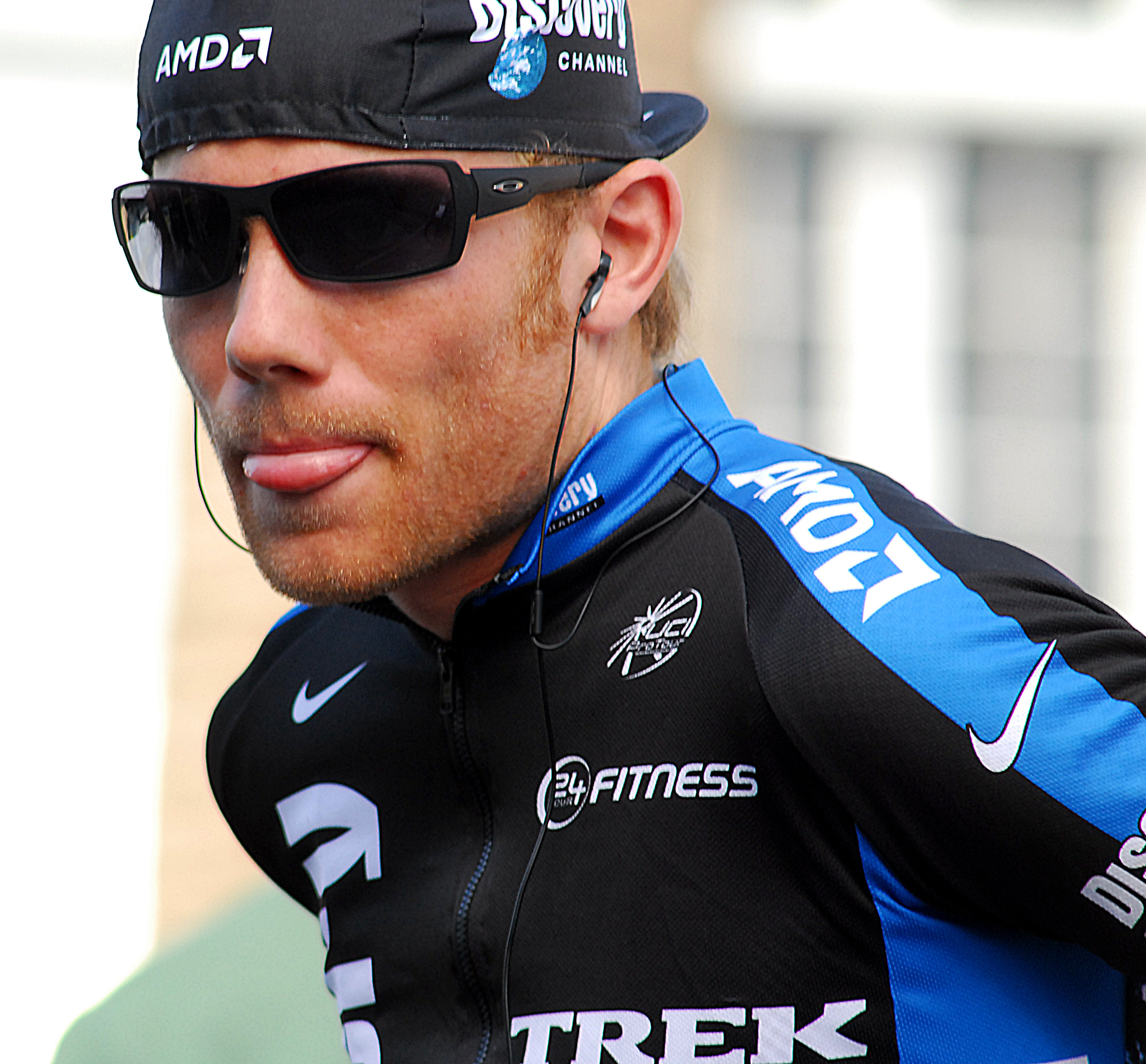
Brian Vandborg

| Namn                     | Nationalitet   |
| ------------------------ | -------------- |
| Fumiyuki Beppu           | Japan          |
| Volodymyr Bileka         | Ukraina        |
| Janez Brajkovič          | Slovenien      |
| Alberto Contador         | Spanien        |
| Antonio Cruz             | USA            |
| Steve Cummings           | Storbritannien |
| Tom Danielson            | USA            |
| Allan Davis              | Australien     |
| Stijn Devolder           | Belgien        |
| Vladimir Gusev           | Ryssland       |
| George Hincapie          | USA            |
| Levi Leipheimer          | USA            |
| Fuyu Li                  | Kina           |
| Trent Lowe               | Australien     |
| Egoi Martínez de Esteban | Spanien        |
| Jason McCartney          | USA            |
| Gianni Meersman          | Belgien        |
| Uroš Murn                | Slovenien      |
| Benjamín Noval           | Spanien        |
| Pavel Padrnos            | Tjeckien       |
| Sergio Paulinho          | Portugal       |
| Jaroslav Popovitj        | Ukraina        |
| José Luis Rubiera        | Spanien        |
| Tomas Vaitkus            | Litauen        |
| Brian Vandborg           | Danmark        |
| Jurgen Van Goolen        | Belgien        |
| Matthew White            | Australien     |